# 執法悍將 (1997年遊戲)
《執法悍將》（英語：Outlaws）是電子遊戲公司盧卡斯（LucasArts）於1997年發行的第一人稱射擊遊戲，游戏运行于Windows平台。
除了遊戲背景以美國舊西部為主題外，《執法悍將》亦為第一人稱射擊遊戲的作品歷史中；第一個出現可使用「狙擊鏡」類型的道具來狙殺遠方敵人的遊戲。
游戏产品文宣为“對他們來說，死亡是一種解脫”（Dyin's too good for 'em ）。

## 遊戲內容

### 劇情模式
在《執法悍將》劇情模式中，游戏将以2D的卡通動畫來描述故事的發展。作品內容為在美國舊西部時代裡一名退休的美国法警詹姆斯·安德森（James Anderson），平時閒暇地與他的家人一同居住在郊外的小屋中生活。
某一日，鐵路奸商鮑伯·格拉漢（Bob Graham）旗下僱用的一群賊黨趁著詹姆斯外出時，傷害了他的妻子安娜，擄走他的女兒莎拉，並毀滅了他的家園。當詹姆斯回來後錯愕地發現家園被毀，并從臨死前的安娜口中得知整個事件一切。
之後詹姆斯將死去的安娜埋葬，并拿出了封藏已久的槍枝。為了已逝的妻子及被綁走的女兒，詹姆斯踏上了他的復仇之路。

### 多人模式
在多人連線模式中，玩家可選擇劇情模式中的主角詹姆斯，或是其他各反派人物作為操控角色。除一般FPS遊戲中常有的在不同的關卡地圖裡多人對戰外，另有搶旗競賽或團隊競賽等各種玩法。
在《執法悍將》發行十數年後，仍有死忠的玩家自製多人連線用的關卡地圖，并於網路上發佈。

### 歷史戰役
歷史戰役（Historical missions）模式僅提供單人進行遊玩。遊戲模式設定為作品主角詹姆斯年輕時參與的各項任務，玩家可在各項任務中射殺或生擒通緝犯，並會依玩家所完成累積的任務而贈與玩家不同的階級。歷史戰役中另暗藏著與LucasArts公司相關的電影《法櫃奇兵》風格相似的關卡。
1998年LucasArts另發行了名為「Handful of Missions」的擴充關卡，並將關卡程式包含在《執法悍將》2.0版本的更新檔中，讓先前購買此遊戲的玩家可直接升級遊玩。

## 作品架構

### 畫面
作品畫面採用的遊戲引擎為「Jedi Engine」，其为LucasArts先前在1995發行的遊戲《死星戰將》所使用的開發工具。
因在《執法悍將》發行的前一年，遊戲公司id Software就已推出了第一個真正表現出三維空間立體效果的FPS遊戲《雷神之槌》，而《執法悍將》裡仍非真正三維空間的畫面、加上較為粗糙的遊戲貼圖，以及缺乏一些能模擬實際物理效果的動作表現，因而一些遊戲評論家称画面作品的缺陷部份。
後續LucasArts另有發行讓《執法悍將》支援3dfx的巫毒卡等強化畫面精細度的更新檔。

### 音樂
遊戲中的配樂由多次擔任盧卡斯遊戲作品的作曲家克林特·班加吉安負責操刀。起初《執法悍將》的遊戲設計師達龍·史庭特（Daron Stinnett）曾向克林特提議，希望成品能像電影配樂家恩尼奥·莫里科内在一些義大利式西部片中創作的配樂風格，而克林特則從顏尼歐·莫利克奈所作的一些電影原聲帶獲取靈感。
因當時遊戲產業的風氣多交由一名作曲家來單獨作業完成整個遊戲的配樂，克林特則采取了的不同方法——改採取雇用數名演奏家，並與提琴手漢斯·克里斯汀·瑞姆許賽爾（Hans Christian Reumschussel）合作，而最後完成的成品也被克林特視為個人最滿意的作品之一。
《執法悍將》的音樂是製成CD音軌後寫入在遊戲光碟裡，所以可直接使用一般CD唱片機來當成原聲帶播放。

## 反應

### 評價
- 電腦遊戲雜誌《CGW》給予《執法悍將》3顆星的評分，認為遊戲雖然在音樂、過場動畫有著傑出的表現，[10]但有畫面不夠精細、遊戲中缺乏互動性的問題。[11]
- 遊戲雜誌《新遊戲時代》認為此作品的動畫及音樂表現不差，[12]但遊戲中武器道具的平衡性有待加強，整體表現給予83分的評價。[13]
- 第一人稱射擊遊戲《毀滅戰士》製作者約翰·羅梅洛則於遊戲評論網站MobyGames上大力讚揚《執法悍將》的遊戲氣氛、作品附加的歷史戰役關卡中特有的風格，以及遊戲配樂人克林特·班加吉安的表現，[14]同時將此作品列為他個人最喜愛的遊戲之一。[15]

### 榮譽
- 由《CGW》雜誌評選為1997年度最佳PC遊戲配樂作品。[16]

## 外部連結
- LucasArts的《執法悍將》更新檔網頁 （页面存档备份，存于）（英文）
- 互联网电影数据库（IMDb）上《執法悍將(1997)》的资料（英文）